# Chris Jarrett

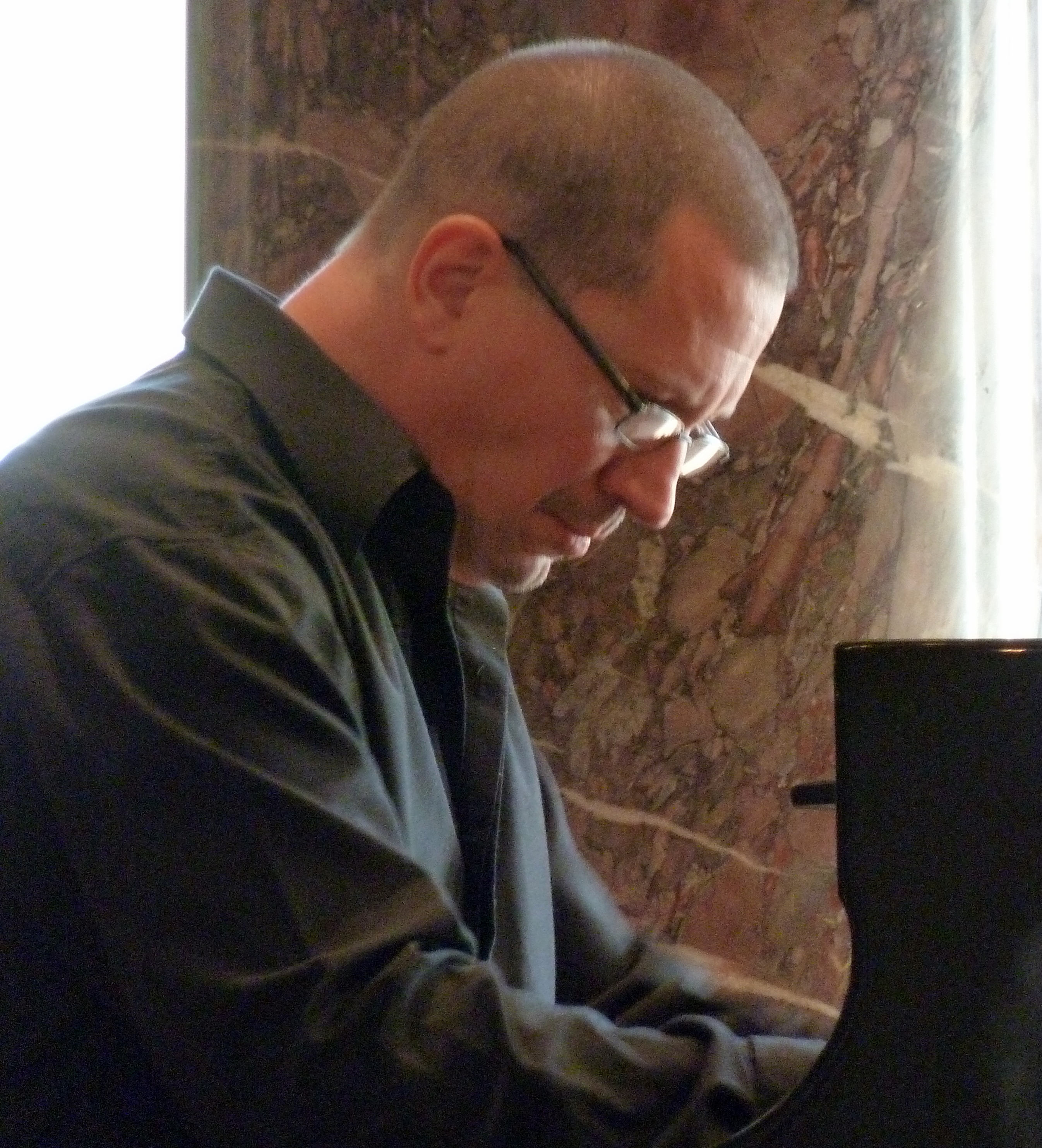
Chris Jarrett, 2010

Chris Jarrett (* 16. Juni 1956 in Allentown, Pennsylvania) ist ein US-amerikanischer Pianist und Komponist. Er lebt seit 1985 in Deutschland.

## Leben
Jarrett wurde als jüngster von fünf Söhnen des Ehepaars Daniel und Irma Jarrett geboren. Die Eltern ließen sich scheiden, als er noch ein Kleinkind war. Alle Kinder der Familie waren musikalisch, drei wurden Berufsmusiker, sein ältester Bruder ist der Pianist Keith Jarrett. Bei Vincenz Ruzicka (einem Schüler Rosina Lhevinnes) erhielt er als 13-Jähriger Privatunterricht. Ein Musikstudium nahm er dann am renommierten Oberlin Conservatory of Music (Ohio) auf, wo er sich allerdings durch das akademische Umfeld eingeschränkt sah und das Studium abbrach. Es folgten Wanderjahre als Fabrikarbeiter, Krabbenfischer und Büroangestellter. Er trampte durch die USA und durch Europa.
1985 ging er nach Deutschland und setzte an der Universität Oldenburg sein Studium fort. Von 1988 bis 1989 unterrichtete er an der Hochschule. Hier begann auch seine Karriere als Berufsmusiker.  Er komponierte zunächst kleinere Stücke für Klavier, später kamen umfangreichere Arbeiten hinzu. Zu seinen Veröffentlichungen gehören die frühen LPs Tanz auf dem Vulkan und Aufruf, sowie die späteren CDs Fire (Edition Collage), Offshots (mit dem Quartett „Four Free“ – beim Label Juste une Trace erschienen) und die Solo-CD Tales of our Times (Centaur Records, 2017). Er komponierte Theater-, Ballett- und Filmmusiken, eine Oper, ein Oratorium, Kammermusik und Lieder. Er tourte durch ganz Europa und konzertierte auch in Tunesien, Ägypten, Marokko, Australien, Kanada, Indonesien und Singapur. Nach seiner Zeit in Oldenburg lebte er in Neuhäusel bei Koblenz (Rheinland-Pfalz). Im Jahre 2006 zog er nach Paris, jedoch kehrte er bald wieder nach Deutschland zurück und lebt seither in der Südpfalz. 2019/2020 vermittelte er seine Methode der Musikerschließung am Schnittpunkt von Musikgeschichte, [Werkanalyse] und Aufführungspraxis als Gastdozent an der Johannes-Gutenberg-Universität Mainz.
Jarrett ist hauptsächlich als Solo-Pianist aktiv, wobei er sich im Spannungsfeld zwischen Einflüssen aus der klassischen Musik und Jazz-Improvisationen bewegt. Außerdem leitete er das Quartett Four Free und spielt in Duo mit dem Schlagzeuger Erwin Ditzner. Er trat weiterhin mit Musikern wie Dhafer Youssef, Urna, Zoltán Lantos, Ramesh Shotham, Pascal Gully, Erwin Ditzner oder Leszek Możdżer auf und tourte auch mit dem Dichter Erich Fried kurz vor seinem Tod. Mit seiner Komposition zu Eisensteins klassischem Stummfilm Panzerkreuzer Potemkin gastiert Jarrett auch seit Jahren auf Festivals und in Filmkunst-Theatern in europäischen Ländern. Seit 2014 tritt er auch regelmäßig in Kirchen und Kathedralen mit seinen Orgelimprovisationen auf, die unter dem Überbegriff  New Journeys stattfinden. Seit etwa 2020, beginnt Chris Jarrett immer mehr im Genre des Kunstliedes als Komponist tätig zu werden.
Jarrett ist mit der kroatisch-amerikanischen Pianistin Martina Cukrov Jarrett verheiratet, mit der er auch gelegentlich in Duo-Formation auftritt.

## Diskographische Hinweise
- Tanz auf dem Vulkan (1985, LP, Edition Collage)
- Aufruf (1988, LP, Edition Collage)
- Fire (1991, CD, Edition Collage)
- Live in Tübingen (1995, CD, Edition Collage)
- Scenes & Preludes (1999, CD, Level Green)
- Short Stories for Piano (2001, CD, Edition Musikat)
- Chris Jarrett Trio Plays New World Music (2002, CD, Edition Musikat)
- Wax Cabinet (Four Free) (2009, CD, Edition Collage)
- Russische Schauergeschichten (2012, CD, Edition Musikat)
- New Journeys - Organ Improvisations (2014, CD & DVD, Atrius Records)
- Four Free Offshots (Four Free) (2016, Juste une Trace, mit Adrien Dennefeld, Jérôme Fohrer, Pascal Gully)
- Tales of our Times (2017, CD, Centuar Records, U.S.A)
- Ditzners Carte Blanche 2019: Erwin Ditzner / Chris Jarrett – Live @ Enjoy Jazz 2019 (2020, CD, LP, Fixcel records)
- New Journeys in Saarwellingen (Orgel) (2021, CD, DaVinci Records)
- Sechs Hölderlin Lieder/English Songs (2024, DaVinci Classics, CD, mit Orlando Schenk)